# Copa América de Ciclismo 2013
La 68e édition de la Copa América de Ciclismo a eu lieu le 6 janvier 2013. L'épreuve fait partie de l'UCI America Tour 2013 en catégorie 1.1.
L'épreuve a été remporté pour la deuxième fois consécutive par l'Argentin Francisco Chamorro (Funvic Brasilinvest-São José dos Campos. Il s'impose au sprint devant son coéquipier le Brésilien Nilceu dos Santos et Kléber Ramos (Clube DataRo), un autre local de l'épreuve.

## Présentation

### Parcours
Le tracé de l'épreuve représente 9 tours de 12,28 km à parcourir dans la ville de Rio de Janeiro

### Équipes
Classée en catégorie 1.1 de l'UCI America Tour, La Copa América de Ciclismo est par conséquent ouverte aux UCI ProTeams dans la limite de 50 % des équipes participantes, aux équipes continentales professionnelles, aux équipes continentales et à des équipes nationales.
4 équipes participent à cette Copa América de Ciclismo - 5 équipes continentales, X équipes nationales et XX équipes régionales ou de club :
| Nom de l'équipe                         | Pays      | Code |
| --------------------------------------- | --------- | ---- |
| Clos de Pirque-Trek                     | Chili     | CPT  |
| Clube DataRo                            | Brésil    | DAT  |
| Funvic Brasilinvest-São José dos Campos | Brésil    | FUN  |
| San Luis Somos Todos                    | Argentine | SLS  |
| Start-Trigon                            | Paraguay  | STF  |

| Nom de l'équipe              | Pays     | Code |
| ---------------------------- | -------- | ---- |
| Équipe nationale du Chili    | Chili    | CHI  |
| Équipe nationale du Paraguay | Paraguay | PAR  |
| Équipe nationale d’Uruguay   | Uruguay  | URU  |

| Nom de l'équipe                         | Pays   | Code |
| --------------------------------------- | ------ | ---- |
| FW Engenharia-Três Rios-Amazonas Bike   | Brésil |      |
| GRCE Memorial-Santos                    | Brésil |      |
| Iron Age-Colner-Sorocaba                | Brésil |      |
| São Caetano do Sul-Vzan-DKS Bike-Maxxis | Brésil |      |
| São Francisco Saúde-Ribeirão Preto      | Brésil |      |
| São José dos Campos                     | Brésil |      |
| São Lucas Saúde-Giant-Americana         | Brésil |      |
| Seleção do Rio                          | Brésil |      |
| Suzano-DSW Automotive                   | Brésil |      |
| Velo-Seme Rio Claro                     | Brésil |      |

## Classement final
|    | Coureur              | Équipe                                  |    | Temps           |
| -- | -------------------- | --------------------------------------- | -- | --------------- |
| 1  | Francisco Chamorro   | Funvic Brasilinvest-São José dos Campos | en | 2 h 27 min 45 s |
| 2  | Nilceu dos Santos    | Funvic Brasilinvest-São José dos Campos | +  | m.t             |
| 3  | Kléber Ramos         | Clube DataRo                            |    | m.t             |
| 4  | Roberto Pinheiro     | Funvic Brasilinvest-São José dos Campos |    | m.t             |
| 5  | Juan Telmo Fernández | Iron Age-Colner-Sorocaba                |    | m.t             |
| 6  | Rodrigo Melo         | Clube DataRo                            |    | m.t             |
| 7  | Michel Fernández     | São Francisco Saúde-Ribeirão Preto      |    | m.t             |
| 8  | Ignacio Maldonado    | Équipe nationale d'Uruguay              |    | m.t             |
| 9  | Geovane Andriato     | GRCE Memorial-Santos                    |    | m.t             |
| 10 | Joaquín Coñuen       | Équipe nationale du Chili               |    | m.t             |